# Ernst Busch (herec)
Friedrich Wilhelm Ernst Busch (22. ledna 1900 Kiel, Německo – 8. června 1980 Bernburg, NDR) byl německý zpěvák, herec a režisér.

## Život
Syn zedníka Friedricha Busche a jeho manželky Emmy. V letech 1915-1920 se vyučil nástrojářem a pracoval pak v loděnici. Roku 1916 vstoupil do svazu Socialistické mládeže, roku 1918 do SPD, roku 1919 do USPD.
Od roku 1920 bral hodiny herectví a zpěvu a působil v letech 1921-1924 v městském divadle v Kielu, pak do roku 1926 ve Frankfurtu nad Odrou a pak v Pomořanech. Roku 1927 se přestěhoval do Berlína a působil u Piscatora. Od roku 1928 vystupoval na Lidovém jevišti a v Divadle dělníků a v divadle Piscatora v dílech Friedricha Wolfa, Bertolda Brechta a Ernsta Tollera. V zfilmování Třígrošové opery od Georga Wilhelma Pabsta zpíval píseň Mackieho Messera.
Po nástupu NSDAP utekl s manželkou, zpěvačkou Evou Buschovou, rozenou Zimmermannovou, nejdříve do Holandska, pak do Belgie, Curychu, Paříže, Vídně a pak do SSSR. Roku 1937 působil ve Španělsku jako zpěvák u mezinárodních brigád. Z této doby jsou známé jeho písně Die Thälmann-Kolonne, No pasaran, Bandiera Rossa proti fašismu. Zde vydal i zpěvníky. Roku 1938 se vrátil do Belgie. Po vstupu německých vojsk do Belgie byl zatčen a deportován do jihofrancouzského internačního tábora Camp de Gurs. Tam byl do konce roku 1942, pak utekl k švýcarským hranicím, ale byl zatčen a předán gestapu. V březnu 1943 byl zatčen v berlínské věznici Moaabit a obviněn z přípravy velezrady. Koncem listopadu 1943 byl těžce zraněn při bombardování věznice. Díky intervenci Gustafa Gründgense a na základě jeho zbavení občanství z roku 1937 a zranění byl roku 1944 odsouzen k čtyřem letům vězení. Dne 27. dubna 1945 byl osvobozen Rudou armádou a vydal se do bojujícího Berlína, kde se znovu usadil.
Roku 1945 vstoupil do KPD a roku 1946 se automaticky stal členem SED. Působil jako herec v Berliner Ensemble, v Deutsche Theater a Volksbühne. Často v rolích v hrách Bertholda Brechta (Galileo Galilei v Životě Galileiho, kuchař v Matce kuráži, Azdak v Kavkavzském křídovém kruhu). Byl znám jako interpret písní Hannse Eislera a mezinárodních dělnických a socialistických písní, které vyšly i na deskách - od roku 1963 do 1975 natočil v řadě Aurora německé akademii věd cca 200 svých písní. Byl členem Akademie.
S manželkou Evou Busch se v roce 1934 rozvedli. Jeho životní partnerka je Margarete Körting.
Od roku 1952 byl fakticky nečlenem strany, až v 70. letech získal novou stranickou knížku. V zákulisí kritizoval mnohé funkcionáře včetně Ericha Honeckera. Na konci života žil v ústavu pro choromyslné, kde roku 1980 zemřel.
Během života byl oceněn četnými východoněmeckými a sovětskými cenami. Jsou po něm pojmenovány ulice v Berlíně, Werdau a náměstí v Kielu. Jeho jméno nese jazyková škola v Chemnitzu (Saské Kamenici) a více pěveckých sborů a Herecká škola Ernsta Busche v Berlíně.